# ギュンター・ヴォルフ
ギュンター・ヴォルフ（Günter Wolf、1926年4月28日 - 2013年2月27日）は、ドイツ民主共和国（東ドイツ）の軍人。国家保安省(シュタージ)に所属し、フェリックス・ジェルジンスキー衛兵連隊の連隊長や身辺警護局(Hauptabteilung Personenschutz, HA PS)の局長(Leiter)などを歴任した。最終階級は中将(Generalleutnant)。

## 経歴
ギュンター・ヴォルフは、ニーダーシュレージエン県のヴァルデンブルクにて鉱山労働者の息子として1926年4月28日に生を受けた。1941年から測量士としての訓練を受け、1943年には国家労働奉仕団(RAD)への入隊を果たす。1944年には主任職長(Hauptvormann)へ昇進するが、直後に徴兵されて陸軍へと送られた。その後1945年に東部戦線で捕虜となり、1948年まで収監されていた。
帰国後は人民警察の警察官となり、また1949年にはドイツ社会主義統一党(SED)への入党を果たす。1950年からは人民警察の上級将校学校(Höheren Offiziersschule)に入校し、その後はリューゲン島・プローラの警察署で勤務した。1952年からは兵営人民警察(KVP)に移る。1953年から1954年までドレスデンのKVP大学校(KVP-Hochschule)で教育を受け、1956年からは国家人民軍の一員としてプローラおよびシュヴェリーンで勤務した。
1959年、ヴォルフは国家保安省(シュタージ)に移り、フェリックス・ジェルジンスキー衛兵連隊の連隊長に任命された。1962年にはこの職を離れ、1963年から1964年までドレスデンの国家人民軍のフリードリヒ・エンゲルス軍事大学校で1年間の教育を受ける。また1963年からは国家保安省の身辺警護局(Hauptabteilung Personenschutz, HA PS)にて副局長(stellvertretenden Leiter)に任命されている。1968年から1969年まではソ連共産党党員学校に在籍。1974年にはHA PS局長に昇進を果たす。この部局に課せられた任務は、党及び政府高官の身辺警護を行い、また党及び政府高官の居住区であるヴァンドリッツ区域の保安であった。1989年の段階で、HA PSにはおよそ3760人の人員が存在したとされる。1979年には愛国功労勲章金章を受章し、また1988年には中将への昇進を果たした。1989年12月以降、ドイツ再統一と東独崩壊を控えた政変の中で職を追われ、1990年には退役を余儀なくされた。その後はノルトハウゼンにて隠居生活を送っていると伝えられた2013年2月27日に死去。